# Kusacz duży
Kusacz duży (Tinamus major) – gatunek dużego ptaka z rodziny kusaczy (Tinamidae). Występuje w Meksyku, Centralnej i Południowej Ameryce. Nie jest zagrożony wyginięciem.

## Morfologia
Długość ciała 40–46 cm; masa ciała samic 945–1249 g, samców 700–1142 g. Upierzenie szaro-brązowe z wyjątkiem dwóch bledszych i bardziej szarych obszarów poniżej, na udach.

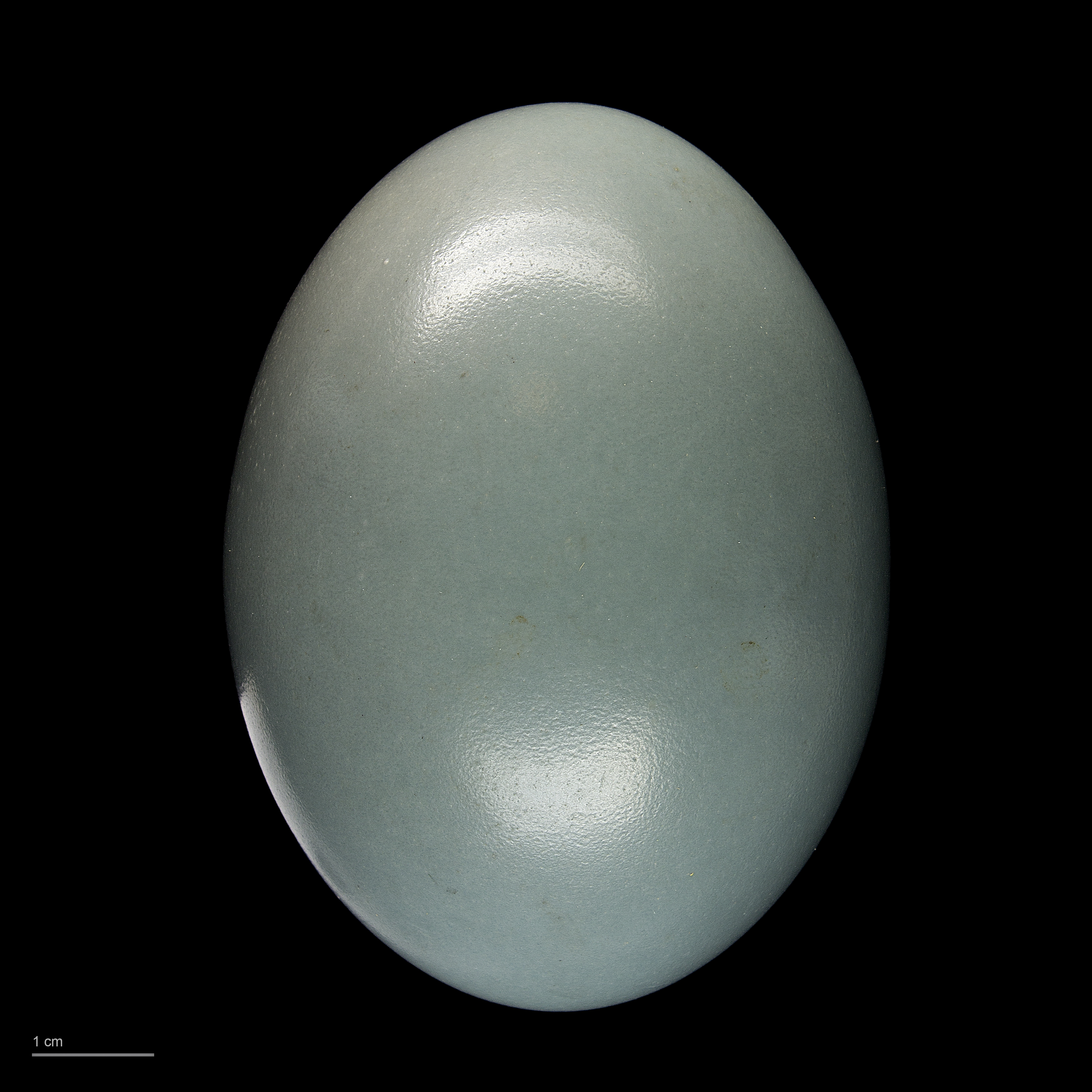
Jajo z kolekcji muzealnej

## Występowanie
Kusacz duży występuje w zależności od podgatunku:
- T. major robustus – południowo-wschodni Meksyk, Gwatemala, Honduras.
- T. major percautus – południowy Meksyk, północna Gwatemala, Belize.
- T. major fuscipennis – północna Nikaragua do zachodniej Panamy.
- T. major brunneiventris – południowo-środkowa Panama.
- T. major castaneiceps – południowo-zachodnia Kostaryka, zachodnia Panama.
- T. major saturatus – wschodnia Panama, północno-zachodnia Kolumbia.
- T. major zuliensis – północno-wschodnia Kolumbia, północna Wenezuela.
- T. major latifrons – południowo-zachodnia Kolumbia, zachodni Ekwador.
- T. major major – wschodnia Wenezuela do północno-wschodniej Brazylii.
- T. major serratus – północno-zachodnia Brazylia.
- T. major olivascens – brazylijska Amazonia.
- T. major peruvianus – południowo-wschodnia Kolumbia do Boliwii i zachodniej Brazylii.

## Status
Międzynarodowa Unia Ochrony Przyrody (IUCN) od 2021 roku uznaje kusacza dużego za gatunek najmniejszej troski (LC – Least Concern); wcześniej (od 2012 roku) miał on status gatunku bliskiego zagrożenia (NT – Near Threatened), a do 2012 roku – gatunku najmniejszej troski. Według szacunków organizacji Partners in Flight, opartych na informacjach z 2016 roku, liczebność populacji mieści się w przedziale 5–50 milionów dorosłych osobników. Trend liczebności populacji uznaje się za umiarkowanie malejący. Za główne zagrożenie dla gatunku uważa się utratę siedlisk, głównie wskutek wyrębu lasów Amazonii.